# Claudia Meier
Claudia Meier (Rethen, 1960) è un'ex atleta paralimpica tedesca ipovedente, specializzata nel mezzofondo.

## Biografia
Ipovedente con il residuo visivo più basso (cat. B2, poi T11 e infine T12), Claudia Meier ha partecipato a tre edizioni dei Giochi paralimpici estivi (1992, 1996 e 2000). Ha gareggiato su tutte le distanze dai 400 ai 5000 m piani. Ha conquistato per nove volte la medaglia d'argento.
Ha avuto come avversaria principale la campionessa russa ipovedente Rima Batalova, dalla quale è stata superata per otto volte, nel corso della sua carriera agonistica.
Ai meriti nell'ambito delle Paralimpiadi vanno aggiunte cinque medaglie conquistate ai Campionati del mondo 1994, a Berlino, dove Claudia Meier ha ottenuto tre medaglie individuali (un oro e due argenti) e due medaglie (entrambe d'oro) nelle staffette 4×100 m, avendo come compagne Kerstin Quinius, Daniela Salzmann e Kerstin Gaedicke, e 4×400 m con Kerstin Quinius, Annette Burger e Daniela Salzmann.

## Palmarès
| Anno | Manifestazione       | Sede       | Evento              | Risultato | Prestazione | Note |
| ---- | -------------------- | ---------- | ------------------- | --------- | ----------- | ---- |
| 1992 | Giochi paralimpici   | Barcellona | 400 m piani B2      | Argento   | 1'01"75     |      |
| 1992 | Giochi paralimpici   | Barcellona | 800 m piani B2      | Argento   | 2'19"08     |      |
| 1992 | Giochi paralimpici   | Barcellona | 1500 m piani B2     | Argento   | 4'52"75     |      |
| 1992 | Giochi paralimpici   | Barcellona | 3000 m piani B2     | Argento   | 10'47"06    |      |
| 1994 | Mondiali paralimpici | Berlino    | 800 m piani T11     | Oro       | 2'16"99     |      |
| 1994 | Mondiali paralimpici | Berlino    | 1500 m piani T11    | Argento   | 4'45"20     |      |
| 1994 | Mondiali paralimpici | Berlino    | 3000 m piani T11    | Argento   | 10'11"13    |      |
| 1994 | Mondiali paralimpici | Berlino    | 4×100 m T10-12      | Oro       | 50"26       |      |
| 1994 | Mondiali paralimpici | Berlino    | 4×400 m T10-12      | Oro       | 4'20"01     |      |
| 1996 | Giochi paralimpici   | Atlanta    | 800 m piani T10-11  | Argento   | 2'21"77     |      |
| 1996 | Giochi paralimpici   | Atlanta    | 1500 m piani T10-11 | Argento   | 4'51"98     |      |
| 1996 | Giochi paralimpici   | Atlanta    | 3000 m piani T10-11 | Argento   | 10'37"39    |      |
| 2000 | Giochi paralimpici   | Sydney     | 1500 m piani T12    | Argento   | 4'56"06     |      |
| 2000 | Giochi paralimpici   | Sydney     | 5000 m piani T12    | Argento   | 17'58"06    |      |

## Onorificenze
- 1993, Lauro d'argento con tutti i vincitori di medaglia della X edizione dei Giochi paralimpici estivi;[2]
- 2001, Medaglia sportiva della Bassa Sassonia;
- 2011, Ingresso al portale d'onore della Bassa Sassonia.[3]